# Emil Ruder

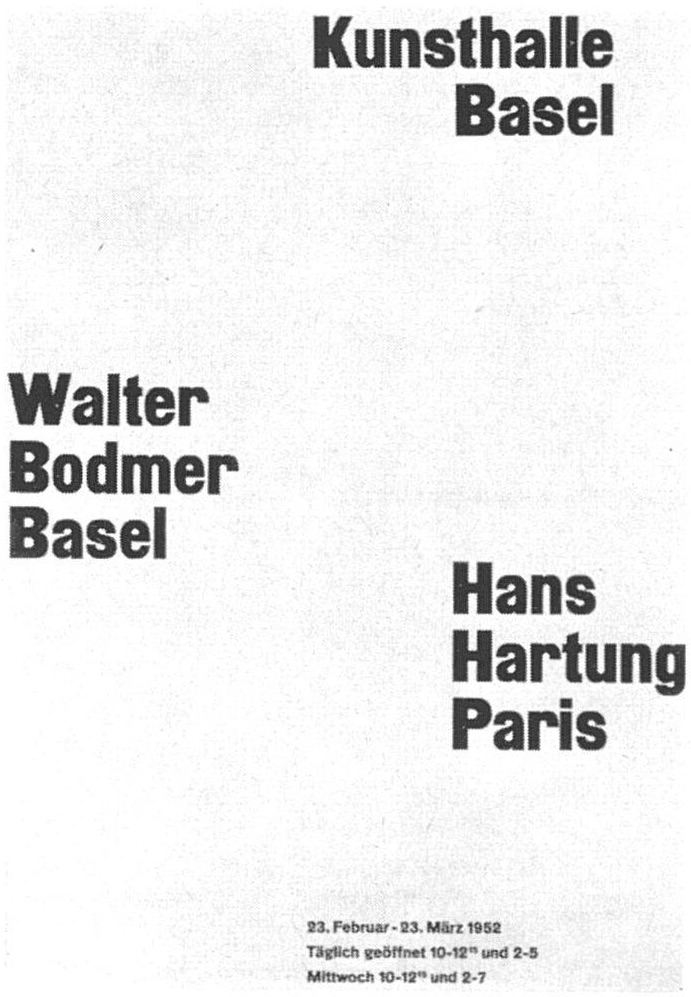
Ausstellungsplakat für die Kunsthalle Basel 1952, Entwurf: Emil Ruder

Emil Ruder (* 20. März 1914 in Zürich; † 13. März 1970 in Basel) war ein Schweizer Typograf, Autor und Lehrer. Er gilt als einer der einflussreichsten Typografielehrer des 20. Jahrhunderts, als prägende Gestalt der Schweizer Typografie und als einer der Gründungsväter der Basler Schule.

## Leben
Ruder absolvierte von 1929 bis 1933 eine Ausbildung als Schriftsetzer. 1938 bis 1939 folgte ein Studienaufenthalt in Paris, dem sich eine Berufstätigkeit als Akzidenzfaktor – Leiter einer Buchdruck-Setzerei – in einem Fachbuchverlag in Zürich anschloss. Von 1941 bis 1942 war Ruder Tagesschüler an der Kunstgewerbeschule Zürich in der Klasse Schriftsatz und Buchdruck bei Walter Käch und Alfred Willimann. 1942 wurde er zum hauptamtlichen Fachlehrer für Typografie und ab 1947 zum Abteilungsvorsteher der Abteilung 3 (kunstgewerbliche Lehrlingsabteilung) an die Allgemeine Gewerbeschule Basel gewählt. «Die Wahl fiel (…) auf den damals achtundzwanzigjährigen Emil Ruder, dem aufgrund seiner Qualifikationen die uneingeschränkte Lehrfreiheit zugebilligt und gleichzeitig auch die volle Verantwortung für die künstlerische Leitung der Buchdrucker- und Setzerklasse übertragen wurde.» Zur Wahl standen damals Max Caflisch und Emil Ruder. 1947 initiierte Ruder die Tagesfachklasse für Buchdruck und 1968 gründete er gemeinsam mit Armin Hofmann die Weiterbildungsklasse für Grafik an der Gewerbeschule Basel. Von 1965 bis 1970 war Ruder Direktor der Allgemeinen Gewerbeschule und des Gewerbemuseums Basel.
Ruder war Mitglied der Jury Die gute Form an der Schweizer Mustermesse in Basel (1956); des Zentralverbandes des Schweizerischen Werkbundes (1956); der eidgenössischen Kommission für angewandte Kunst (1961) und Mitbegründer von International Center for the Typographic Arts (Icta) in New York (1962).
Emil Ruder war seit 1950 mit Ingeborg Susanne Schwarz verheiratet. Das Ehepaar hatte zwei gemeinsame Söhne, Martin (* 1951) und Daniel (* 1954).

## Philosophie
Emil Ruder sah die Aufgabe des Typografen im Ausloten der Beziehungen zwischen Technik, Funktion und Form. Jede typografische Aufgabe erforderte für ihn ein neuerliches Überdenken dieser Beziehungen. Vorgefertigte Rezepte und Formeln aus der Schublade für eine gestalterische Aufgabe zu benutzen, sah Ruder als falsch verstandenen Funktionalismus an. Die Kunst der Typografie lag für ihn im Ordnen und Strukturieren von Buchstaben, Worten und Zeilen auf einer gegebenen Fläche. «Die Typographie wird in erster Linie als Mittel zum Ordnen verschiedener Dinge aufgefasst. Es geht nicht mehr um anspruchsvolle künstlerische Postulate und Kreationen, sondern um das Bemühen, den täglichen Ansprüchen formal und funktionell gerecht zu werden.» Die unbedingte Lesbarkeit eines Textes war dabei Verpflichtung jeder Gestaltung: «Die Typographie ist einem eindeutigen Zweck verpflichtet, und zwar der schriftlichen Mitteilung. Durch kein Argument und durch keine Überlegung kann die Typographie von dieser Verpflichtung entbunden werde. Ein Druckwerk, das nicht gelesen werden kann, wird zu einem sinnlosen Produkt.»

## Werk

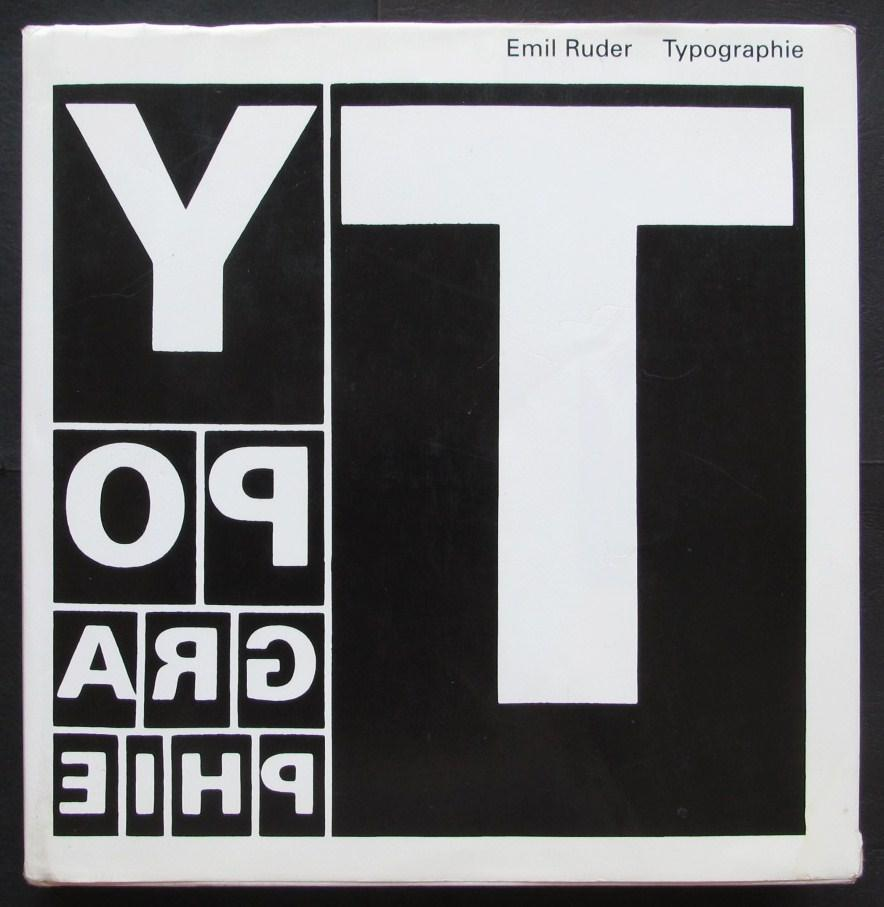
Emil Ruder, Typographie

Seine typografische Philosophie praktizierte Ruder auf Plakaten für das Gewerbemuseum und die Kunsthalle Basel (Johannes Froben, Die Zeitung, Berlin die grösste Stadt Deutschlands) ebenso, wie auf seinen Titelentwürfen für die Typografischen Monatsblätter und in seiner Buchgestaltung. Flächenkompositionen und strukturierte, asymmetrische Anordnungen von Worten und Textzeilen stehen im Dienst der Mitteilung. Form und Gegenform, Zeilenrhythmus, Proportionen von Schriftgraden, Grauwerte von Kolumnen kontrastierend zur leeren weissen Fläche des Papieres – die elementaren optischen Gesetzmäßigkeiten waren für ihn Grundlage seiner gestalterischen Experimente.
Von 1957 bis 1959 schrieb Ruder für die Typografischen Monatsblättern unter dem Stichwort Wesentliches vier Artikel über Die Fläche, Die Linie, Das Wort und Der Rhythmus. Diese Artikelserie bildete die Basis für sein 1967 erschienenes Opus magnum Typographie. Ein Gestaltungslehrbuch. 

## Wirkung
Sowohl in seiner gestalterischen Praxis, seiner langjährigen Lehrtätigkeit als auch in seinen publizistischen Beiträgen vertrat Ruder seine typografische Haltung als ein dem Inhalt verpflichtendes Handwerk. Sein Postulat nach unbedingter Lesbarkeit eines Textes hinterfragten seine Schüler Wolfgang Weingart und Hans-Rudolf Lutz – ihrerseits einflussreiche Lehrer in Basel und Luzern – mit ihrem Werk und in ihren typografischen Schriften. Beide zeigten in den 1970er Jahren, dass Typografie erst gesehen und dann gelesen wird. Weingart wie Lutz zeigten den bildhaften Aspekt typografischer Gestaltung exemplarisch auf den Titelentwürfen für die Typographischen Monatsblätter: Weingart in einer mehrteiligen Serie von 1972/1973 Typographie realisiert Sprache, Lutz in der Serie von zehn TM-Titel von 1977 Gestaltung ist Information.
Sein Schüler Helmut Schmid dagegen war ein vehementer Verfechter der Ruderschen Typografie. der Weg nach Basel (1997 im Selbstverlag erschienen), die idea-Sondernummer 333 Ruder typography. Ruder philosophy (2009) und Emil Ruder – fundamentals (2013 bei Seibundo Shinkosha in Tokyo auf seine Initiative und in seiner Buchgestaltung erschienen) zeugen von dieser lebenslangen Bewunderung für den Lehrer Emil Ruder. 2014, zu Ruders 100. Geburtstag, kuratierte Schmid die Ausstellung danke Emil Ruder in der Print Gallery in Tokyo.

## Schüler von Emil Ruder (Auswahl)
- Harry Boller
- Roy Cole
- Heini Fleischhacker
- Karl Gerstner
- Fritz Gottschalk
- André Gürtler
- Hans-Jürg Hunziker
- Hans-Rudolf Lutz
- Fridolin Müller
- Ake Nilsson
- Bruno Pfäffli
- Helmut Schmid
- Will van Sambeek
- Wolfgang Weingart
- Yves Zimmermann

## Publikationen (Auswahl)

### Als Gestalter
- Sammlung Richard Doetsch-Benziger. Bücher, Ostasiatische Kleinkunst. Katalog zur Ausstellung im Gewerbemuseum Basel 26. Januar bis 3. März 1957.
- Ein Tag mit Ronchamp. Achtundvierzig Aufnahmen von Paul und Esther Merkle, Text von Robert Th. Stoll, Geleitwort von Hans Urs von Balthasar, Johannes-Verlag Einsiedeln, 1958.
- Gärten Menschen Spiele. Ein Bildbuch von Paul und Esther Merkle, Texte von Adolf Portmann und Richard Arioli, Gestaltung von Emil Ruder und Armin Hofmann, Pharos-Verlag Basel, 1960.

### Als Autor
- Typographie. Ein Gestaltungslehrbuch. Neuauflage der Originalausgabe von 1967, 7. Auflage, Verlag Niggli AG, Sulgen 2001, ISBN 3-7212-0043-8.